# Министр энергетики США
Министр энергетики США — глава Министерства энергетики США, член кабинета США, и пятнадцатый в линии наследования президентских полномочий. Должность была учреждена 1 октября 1977 с созданием Министерства энергетики, когда президент Джимми Картер подписал соответствующий закон. В полномочия нового министерства вошёл контроль за долгосрочными исследованиями и развитием энергетических технологий, энергосбережение, исследования в области ядерной энергетики, сбор данных а также прогнозирование в области энергетики. После окончания «холодной войны» министерство энергетики также уделяло внимание вопросам захоронения радиоактивных отходов и поддержания качества окружающей среды.
Первым министром энергетики был бывший министр обороны и директор ЦРУ Джеймс Шлезингер. За время существования должности министра энергетики этот пост занимало 12 человек. Первой женщиной и первой афроамериканкой на посту министра энергетики была Хейзел О’Лири, она же занимала это пост наиболее продолжительный срок — 4 года. Первым испаноязычным министром энергетики стал Федерико Пенья.

## Список министров энергетики США
Партия
 Демократическая           
 Республиканская     
Статус
 Исполняющий обязанности министра     
|       | Портрет | Министр            | Штат проживания | Даты пребывания в должности               | Служили при президенте | Служили при президенте |
| ----- | ------- | ------------------ | --------------- | ----------------------------------------- | ---------------------- | ---------------------- |
| 1     |         | Джеймс Шлезингер   | Виргиния        | 6 августа 1977 — 6 августа 1979           |                        | Джимми Картер          |
| 2     |         | Чарльз Дункан      | Техас           | 24 августа 1979 — 20 января 1981          |                        | Джимми Картер          |
| 3     |         | Джеймс Эдвардс     | Южная Каролина  | 23 января 1981 — 5 ноября 1982            |                        | Рональд Рейган         |
| 4     |         | Дональд Ходел      | Орегон          | 5 ноября 1982 — 7 февраля 1985            |                        | Рональд Рейган         |
| 5     |         | Джон Херрингтон    | Калифорния      | 7 февраля 1985 — 20 января 1989           |                        | Рональд Рейган         |
| 6     |         | Джеймс Уоткинс     | Калифорния      | 1 марта 1989 — 20 января 1993             |                        | Джордж Буш             |
| 7     |         | Хейзел О’Лири      | Виргиния        | 22 января 1993 года — 20 января 1997 года |                        | Билл Клинтон           |
| 8     |         | Федерико Пенья     | Колорадо        | 12 марта 1997 — 30 июня 1998              |                        | Билл Клинтон           |
| 9     |         | Билл Ричардсон     | Нью-Мексико     | 18 августа 1998 — 20 января 2001          |                        | Билл Клинтон           |
| 10    |         | Спенсер Абрахам    | Мичиган         | 20 января 2001 — 1 февраля 2005           |                        | Джордж Буш             |
| 11    |         | Самуэль Бодман     | Иллинойс        | 1 февраля 2005 — 20 января 2009           |                        | Джордж Буш             |
| 12    |         | Стивен Чу          | Калифорния      | 20 января 2009 — 22 апреля 2013           |                        | Барак Обама            |
| 13    |         | Эрнест Мониз       | Массачусетс     | 16 мая 2013 — 20 января 2017              |                        | Барак Обама            |
| и. о. |         | Грейс Бошенек      |                 | 20 января — 2 марта 2017                  |                        | Дональд Трамп          |
| 14    |         | Рик Перри          | Техас           | 2 марта 2017 — 1 декабря 2019             |                        | Дональд Трамп          |
| 15    |         | Дэн Бруйетт        | Луизиана        | 2 декабря 2019 — 20 января 2021           |                        | Дональд Трамп          |
| и. о. |         | Дэвид Хьюзенга     |                 | 20 января — 25 февраля 2021               |                        | Джо Байден             |
| 16    |         | Дженнифер Грэнхолм | Мичиган         | 25 февраля 2021 — 20 января 2025          |                        | Джо Байден             |
| 17    |         | Крис Райт          | Колорадо        | 4 февраля 2025 —                          |                        | Дональд Трамп          |